# Enrique Rodríguez Galindo
Enrique Rodríguez Galindo (Granada, 5 de febrero de 1939-Zaragoza, 13 de febrero de 2021) fue un militar español que desarrolló su carrera en la Guardia Civil, donde llegó a alcanzar el rango de general de brigada, célebre por su condena a 71 años de prisión en 2000 por el secuestro y asesinato de José Antonio Lasa y José Ignacio Zabala, dentro del llamado caso GAL.
Comenzó su carrera en este cuerpo policial en 1958. En 1980 alcanzó el rango de comandante y se hizo cargo de la 513.ª Comandancia de la Guardia Civil en Guipúzcoa. En 1992 fue ascendido a coronel y en marzo de 1995 a general de brigada. Con el grado de coronel llevó el cuartel de Intxaurrondo y la 513.ª Comandancia de la Guardia Civil de Guipúzcoa.
Durante sus años al frente del cuartel de Intxaurrondo, este se convirtió en centro neurálgico de la lucha antiterrorista en el País Vasco. Sin embargo, además de lo sucedido en el caso Lasa y Zabala, también se señaló al cuartel como un lugar donde se produjeron numerosos casos de tortura por parte de las fuerzas de seguridad contra detenidos por supuesta pertenencia a ETA.
Condenado en el año 2000 y despojado de su rango y condición de militar en 2002, fue excarcelado en 2004 al reconocer Instituciones Penitenciarias problemas de salud y mentales. Cumplió el resto de su pena en libertad vigilada sin pasar al tercer grado hasta su muerte en febrero de 2021, víctima de la pandemia de COVID-19.

## Biografía
Enrique Rodríguez Galindo fue hijo de un suboficial de la Guardia Civil e ingresó en la Academia de Guardias de Úbeda, Jaén, en 1958. Después de conseguir el empleo de guardia segundo, accedió, tras una oposición, a la Academia General Militar de Zaragoza, donde se graduó como teniente en 1965, siendo su primer destino un pueblo de Huesca.
Posteriormente, solicitó destino voluntario en la antigua colonia española de Guinea Ecuatorial. En 1970 fue destinado como teniente al ya extinto Subsector de Tráfico de Guipúzcoa, en San Sebastián, y en 1971 alcanzó el empleo de capitán, pasando a continuación durante cuatro años a dedicarse a la labor docente en el Centro de Promoción de la Guardia Civil, hasta que decidió volver a la acción policial y pidió destino en la Comandancia de Cádiz, donde pasó sus últimos cinco años de capitán.
El 25 de mayo de 1980, tras haber obtenido el empleo de comandante, se le requirió para saber si era voluntario para ocupar vacante en la Comandancia de San Sebastián —Cuartel de Intxaurrondo, entonces en pleno crecimiento y expansión—. Tras contestar afirmativamente, se incorporó como tercer jefe de la misma, haciéndose cargo de las jefaturas de Automovilismo y Armamento y desempeñando accidentalmente, en ausencia del segundo jefe, labores de jefatura de Información.
Tras la marcha de los diversos jefes y segundos jefes de la comandancia, fue asumiendo las competencias y desempeñando en ocasiones la jefatura accidental o interina de la Comandancia de Intxaurrondo, potenciando la labor del Servicio de Información. Comenzó a lograr resultados —detención de diferentes comandos legales y de liberados, tanto de los Comandos Autónomos Anticapitalistas, como de ETA-PM y ETA-M—. Durante esa época, participó en la detención de Jesús María Zabarte y José Antonio López Ruiz alias «Kubati», ambas operaciones, gracias a la información obtenida mediante la vigilancia de los objetivos.
Fue también artífice y la persona que medió en negociaciones para diferentes conversaciones de paz que los distintos gobiernos socialistas de los años 1980 mantuvieron con la cúpula directiva de ETA. Primero a través de mediadores en el País Vasco y después en unas conversaciones directas suyas con Domingo Iturbe Abasolo, alias Txomin, a mediados de los 1980, en Andorra. El 25 de mayo de 1988, ascendió a teniente coronel y permaneció en la Comandancia de San Sebastián, como jefe de la misma, continuando con su labor en la lucha antiterrorista. De esta época hasta su ascenso a general en el año de 1995, destaca la detención el 29 de marzo de 1992 de la cúpula de dirección de ETA en la localidad francesa de Bidart, Pirineos Atlánticos, Francia, conocida coloquialmente como «Colectivo Artapalo».
En 2006 presentó un libro en el que repasa toda su biografía, titulado Mi vida contra ETA (Editorial Planeta, 2006).

### Pertenencia al GAL
Tras su ascenso a general fue destinado como asesor del director general de la Guardia Civil en asuntos de terrorismo, permaneciendo en dicho cometido hasta que fue procesado por el sumario del caso GAL —secuestro, torturas y asesinato de Lasa y Zabala—.
El 26 de abril de 2000, fue condenado a 71 años de prisión por el secuestro y asesinato en 1983 de José Antonio Lasa y José Ignacio Zabala, una de las primeras acciones de terrorismo de Estado de los denominados Grupos Antiterroristas de Liberación (GAL). El exgobernador civil de Guipúzcoa Julen Elgorriaga, el teniente coronel Ángel Vaquero —por aquel entonces capitán y jefe del Servicio de Información en la Comandancia de Intxaurrondo— y los exguardias civiles Enrique Dorado y Felipe Bayo también fueron condenados por los mismos delitos. El 17 de octubre de ese año, Lasa y Zabala fueron secuestrados en Bayona, Francia, por miembros del GAL. Fueron retenidos en el cuartel de la Guardia Civil de Intxaurrondo. Siguiendo instrucciones del general Galindo, les llevaron al palacio de La Cumbre, en San Sebastián, donde fueron torturados. A la vista del estado en que quedaron, el general Galindo, con el conocimiento del gobernador civil Julen Elgorriaga y del teniente coronel Ángel Vaquero, ordenó su «desaparición». Los guardias civiles Enrique Dorado y Felipe Bayo los llevaron a Busot, Alicante, cavaron una fosa, y el primero les disparó tres tiros en la cabeza. Después los enterraron. En enero de 1985 fueron hallados sus restos, pero permanecieron sin identificar hasta 1995, ya que sus cuerpos habían sido enterrados en cal viva, lo que dificultó su identificación.
Las penas para los cuatro condenados oscilaron entre 67 y 71 años de prisión. Más tarde, el Tribunal Supremo elevó en cuatro años —hasta 75— la condena al entender que el prevalimiento de su cargo público en la comisión de los delitos era un agravante añadido. Por ello, el 3 de abril de 2002 perdió su condición de militar.
Rodríguez Galindo ingresó el 9 de mayo de 2000 en la prisión militar de Alcalá de Henares. Debido a su pérdida de condición militar, el 14 de julio de 2003 ingresó en el centro penitenciario de Ocaña II. Durante su estancia en prisión, su familia presentó una petición de indulto acompañada por 100 000 firmas. La Fiscalía del Tribunal Supremo se opuso a dicho indulto y el Tribunal falló en contra. En septiembre de 2004, el Ministerio del Interior decidió excarcelar al exgeneral, aduciendo problemas de salud. Su recurso ante el Tribunal de Estrasburgo fue desestimado en 2010; el Tribunal declaró que en la celebración del juicio no se había violado el Convenio Europeo de Derechos Humanos.

## Otras acusaciones

### Narcotráfico y trata de blancas
Durante su carrera fue acusado por diferentes medios de comunicación —Diario 16, Egin y Egunkaria— de estar ligado a redes de narcotráfico y trata de blancas. Fue denunciado pero la causa fue archivada por el Juzgado Instrucción de San Sebastián, que consideró que las acusaciones eran «simples rumores que no han quedado probados». No obstante, el diario El Mundo publicó en 2006 un informe secreto elaborado por el Servicio de Información de la Guardia Civil, del 17 de octubre de 1992, donde se admitía que Galindo se había lucrado con el narcotráfico. Según el informe, los beneficios se habían desviado a la lucha antiterrorista y más adelante, parte de los mismos fueron a parar a las arcas de Galindo.
Galindo denunció a los diarios Diario 16 y Egin por publicar esas noticias, pero perdió los respectivos juicios en 1999 y 2000. También denunció al grupo vasco Negu Gorriak por la letra de la canción «Ustelkeria» [«Podredumbre»], en la que el grupo se hizo eco de la noticia publicada en Egunkaria, aunque el guardia civil terminó perdiendo el pleito.

### Torturas
El cineasta Ion Arretxe le ha acusado en El País de haberle retorcido los testículos cuando estaba detenido en el cuartel de Intxaurrondo: «Me llevaron a un río, me pusieron dos sacos plastificados que cerraron con cinta aislante y durante horas me sumergieron en el agua. Me trasladaron inconsciente a la casa cuartel de Intxaurrondo y durante tres días me torturaron de diversas formas. Estaba desnudo, con un capirote que me tapaba la cabeza, en un piso vacío donde no me dejaron dormir y me siguieron pegando. Incluso apareció Galindo, que me quitó la capucha, me dijo si le conocía, que dijera lo que sabía y me retorció los testículos».

## Condecoraciones
- Gran Cruz de la Orden del Mérito Civil (España).
- Encomienda de la Orden del Mérito Civil (España).
- Cruz de Oro de la Orden del Mérito de la Guardia Civil (España).
- Cruz de Plata de la Orden del Mérito de la Guardia Civil (dos veces) (España).
- Cruz de la Orden del Mérito de la Guardia Civil con distintivo rojo (cinco veces) (España).
- Cruz de la Orden del Mérito de la Guardia Civil con distintivo blanco (tres veces) (España).
- Placa de la Orden de San Hermenegildo (España).
- Cruz de la Orden de San Hermenegildo (España).
- Cruz de la Orden del Mérito Militar con distintivo blanco de primera clase (cinco veces) (España).
- Cruz de la Orden del Mérito Naval con distintivo blanco (España).
- Medalla de Plata al Mérito Policial. (España).
- Medalla al Mérito Policial con distintivo blanco. (España).
- Medalla al Mérito de Protección Civil. (España).